# بيت الغشم (بني العوام)

تعديل مصدري - تعديل

بيت الغشم هي إحدى قرى عزلة بني الذواد بمديرية بني العوام التابعة لمحافظة حجة، بلغ تعداد سكانها 258 نسمة حسب تعداد اليمن لعام 2004.